# Любов і лють (фільм, 1969)
«Любов і лють» (італ. Amore e rabbia) — художній фільм-драма, кіноальманах спільного виробництва Італії і Франції, знятий у 1968 році. Прем'єра стрічки відбулася 29 травня 1969 року. Фільм складається з п'яти новел про любов і насильство, про події кінця шестидесятих та їх учасниках. Новели зняті різними знаменитими кінорежисерами: «Байдужість» — Карло Ліццані, «Агонія» — Бернардо Бертолуччі, «З паперовою квіткою» — П'єром Паоло Пазоліні, «Любов» — Жаном-Люком Годаром, «Посперечаємося, посперечаємося» — Марко Беллоккьо. У створення фільму брали участь три кінокомпанії: «Castoro», «Ital-Noleggio Cinematografico» і «Anouchka Films».

## Історія створення
Фільм «Любов і лють» знімався у 1968 році і вийшов на екрани у 1969 році. Він був задуманий як кіноальманах, що складається з декількох частин, кожну з яких повинен був знімати один з відомих режисерів. Кіноальманахи були досить популярним форматом для фільмів кінця 1960-х років.
Спочатку фільм повинен був називатися «Євангеліє 70» (італ. Vangelo '70), оскільки сюжетні лінії усіх частин фільму тісно перепліталися з біблейськими історіями. Наприклад, у новелі Карло Ліццані «Байдужість» злочинець, що рятує потерпілих від аварії, на яких ніхто не звертає уваги, нагадує героя з притчі про доброго самарянина. Новела Бернардо Бертолуччі «Агонія» відсилає до притчі про неплідну смоковницю. У новелі П'єра Паоло Пазоліні «З паперовою квіткою» фігурує безневинний герой на тлі зла і жорстокості, з яким говорить Бог. Спочатку до цих трьох новел повинна була приєднатися картина Валеріо Дзурліні «Той, що сидить праворуч». Таким чином, християнські переконання і їх дії були б перенесені в сучасну епоху. Окрім режисерів, авторами цієї ідеї також були два сценаристи: Пучіо Пуччі і П'єро Бадалассі. Однак, потім «Той, що сидить праворуч» став окремим фільмом, після чого до трьох новел, що залишилися, були приєднані новели «Любов» Жана-Люка Годара і «Посперечаємося, посперечаємося» Марко Беллоккьо, а увесь кіноальманах дістав назву «Любов і лють» (італ. Amore e rabbia).

## Сюжет
«Байдужість» — місто Нью-Йорк. Серед білого дня злочинці женуться за дівчиною звичайними подвір'ями. Жителі навколишніх будинків байдуже спостерігають за усім, що відбувається зі своїх вікон і нічого не роблять. Бандити відбирають у дівчини сумку, ґвалтують її, а потім вбивають. Незважаючи на крики, ніхто не йде на допомогу. З тією ж самою байдужістю люди крокують вулицями і не помічають вуличних бомжів, які сплять на асфальті і страждають від голоду. На дорожній трасі відбувається аварія. Скривавлений чоловік намагається зупинити хоч одну машину, щоб відвезти тяжкопоранену дружину до госпіталю, проте усі байдуже проходять мимо. Нарешті зупиняються двоє поліцейських на своїх мотоциклах. Вони зупиняють першу машину, поміщають до неї поранену жінку і чоловіка і їдуть попереду, щоб доставити їх до госпіталю. Водій машини виявляється злочинцем, якого розшукують. Злякавшись, що його у кінці викриють, він відстає від поліцейських і звертає з дороги. Поліцейські здіймають тривогу і здогадуються, ким була ця людина. Злочинець їде іншими дорогами, об'їжджає лікарню і десь зупиняється. Він хоче залишити потерпілих і втекти, утішаючи їх, що поруч є телефон. Чоловік благає злочинця не йти і допомогти їм, інакше жінка помре. Відчуваючи розкаяння совісті, злочинець сідає за кермо і, з ризиком бути спійманим, відвозить поранених до госпіталю. Він викликає лікарняний персонал, жінка врятована. Приїжджає поліція. Один з робітників упізнає злочинця, але той погрожуючи зброєю, втікає з цього місця. Переконавшись, що його не переслідують, він йде спокійною ходою.
«Агонія» — умираючий кардинал доживає свої останні хвилини. Його доглядальниця повідомляє його, що прийшов священик, щоб сповідувати його, проте він відмовляється від цього. Доглядальниця також говорить, що там за дверима зібралося багато людей, але умираючий не хоче нікого бачити і просить залишити його насамоті. Перед смертю головний герой зазнає агонії, яка з'являється перед глядачем. Цю агонію, передсмертну гарячку, артистично демонструє група якихось різних людей, уявних героїв. Вони демонструють страждання помираючого разом з ним, але насправді їх і не існує, усе це просто символічно. Усі події відбуваються в дивній білій кімнаті. Група людей видає жахливий гул, гучні звуки, вони крутяться, перекидаються, зображують смерть, виривають, говорять з умираючим і проносять його по усій кімнаті, підкидаючи в різні боки. Перед умираючим наче проносяться його останні думки, симптоми, своєрідна сповідь, інший світ. Нарешті настає смерть, його перевдягають в одяг кардинала і моляться за його душу.
«З паперовою квіткою» — безтурботний і наївний Річетто гуляє багатолюдними вулицями Рима. Він чіпляється то до одного перехожого, то до іншого, просить прикурити, запитує у робітників, навіщо ті копають яму, говорить хлопцю, який чекає дівчину, що у нього хороший одеколон, цілує дівчину і обходить машини. А тим часом в кадрах показуються також і інші, чорно-білі стрічки і фотографії: війна, фашизм, Нюрнберзький процес, мертве тіло Че Гевари, відрубані голови та інше. У проміжках з'являються сцени, де життєрадісний Річетто під сучасну музику танцює, бігає і стрибає тими ж вулицями, а в руці у нього величезна паперова квітка яскраво-червоного кольору. У інших сценах він ходить по гамірній вулиці, то під музику Баха, то під звуки сигналів машин, то під звуки чорно-білих військових літаків. Раптом з неба чується звичайний голос, то Бога, то ангела, який намагається достукатися до Річетто. Голос розмірковує про невинність героя і самої людини, про зло, яке може так легко згубити цю невинність. І буде краще, якщо невинність взагалі зникее, ніж стане злом. Лунає вибух. Знову чорно-білий кадр, де хтось помирає під кулями. У останній сцені Річетто лежить на дорозі разом з паперовою квіткою - очевидно, мертвий.
«Любов» — чоловік зі статечним видом і юна красива дівчина сидять біля столика у приємному саду і розмовляють на різні теми. За їх словами, перед ними повинен початися якийсь фільм, назву, режисера і зміст якого вони точно не пам'ятають. Ці два глядачі спостерігають за героями фільму, які, також чоловік і дівчина, філософствують з різних питань. Він говорить їй італійською, вона відповідає йому французькою. Незліченні фрази і діалоги супроводжуються засмиканою кінокамерою, яка знімає то не у фокусі, то зовсім вимикається. Реальна пара спостерігає за парою з фільму. А теми розмови різні, від любові до революції, від складних сімейних стосунків до війни у В'єтнамі. Простежується тема комуністичної боротьби. Дівчина з фільму стоїть або лежить голою в саду, під приємну музику про час, займається любов'ю зі своїм партнером. Інша пара розмірковує про кінематограф сьогоднішніх днів.
«Посперечаємося, посперечаємося» — студенти римського університету влаштовують цілу виставу у своїй великій аудиторії. Вони розділяються на дві групи: «ліві», яка складається з комуністично налаштованих учнів, і «зразкові», яка складається з буржуазних старшокурсників. Вони розігрують сцени конфліктів на різну глобальну тематику. У кожного своя роль: студенти, викладачі, представники влади. Молоді люди роблять інсценування студентського бунту. Деякі наліплюють фальшиві бороди, зображуючи своїх викладачів. Лунають безцеремонні вигуки. Приходить поліція, але теж фальшива, така, що складається із студентів. Щоб розігнати демонстрантів, вони б'ють їх гумовими палицями. Стук чується і під час титрів.

## Творці

### Знімальна група
- Режисери — Карло Ліццані («Байдужість»), Бернардо Бертолуччі («Агонія»), П'єр Паоло Пазоліні («З паперовою квіткою»), Жан-Люк Годар («Любов»), Марко Беллоккьо («Посперечаємося, посперечаємося»)[2]
- Сценаристи — Карло Ліццані, Бернардо Бертолуччі, П'єр Паоло Пазоліні, Жан-Люк Годар, Марко Беллоккьо, Пучіо Пуччі, П'єро Бадалассі[10]
- Продюсер — Карло Ліццані[2]
- Композитор — Джованні Фуско[2]
- Оператори — Ален Левент («Любов»), Сандро Манкорі («Байдужість»), Аяче Паролін («Посперечаємося, посперечаємося»), Уго Пікконе («Агонія»), Джузеппе Руццоліні («З паперовою квіткою»)[2]
- Монтажери — Ніно Баральї («З паперовою квіткою»), Франко Фратічеллі («Байдужість»), Аньєс Гіймо («Любов»), Роберто Перпіньяні («Агонія» і «Посперечаємося, посперечаємося»)[2]
- Художник — Міммо Скавія («Агонія», «Байдужість» і «З паперовою квіткою»)[11]
- Помічник режисера — Ельда Таттолі («Посперечаємося, посперечаємося»)[8]

### В ролях
| Актор                  | Роль                                        |
| ---------------------- | ------------------------------------------- |
| Том Бейкер             | постраждалий у аварії («Байдужість»)        |
| Нінетто Даволі         | Річетто («З паперовою квіткою»)             |
| Джудіт Маліна          | одна з групи («Агонія»)                     |
| Мілена Вукотіч         | доглядальниця («Агонія»)                    |
| Марко Беллоккьо        | викладач («Посперечаємося, посперечаємося») |
| Джуліан Бек            | помираючий кардинал («Агонія»)              |
| Джим Андерсон          | один з групи («Агонія»)                     |
| Джуліо Чезаре Кастелло | один з групи («Агонія»)                     |
| Адріано Апра           | один з групи («Агонія»)                     |

| Актор                    | Роль                                     |
| ------------------------ | ---------------------------------------- |
| Петра Вогт               | одна з групи («Агонія»)                  |
| Рошелль Барбіні          | дівчинка («З паперовою квіткою»)         |
| Альдо Пульїзі            | бог («З паперовою квіткою»), озвучування |
| Кристін Гуехо            | акторка («Кохання»)                      |
| Ніно Кастельнуово        | режисер («Кохання»)                      |
| Романо Коста             | один з групи («Агонія»)                  |
| Катрін Журдан            | перша глядачка («Кохання»)               |
| Паоло Поццезі            | другий глядач («Кохання»)                |
| Фернальдо Ді Джіамматтео | один з групи («Агонія»)                  |

## Нагороди і номінації
Фільм брав участь в програмі 19-го Берлінського міжнародного кінофестивалю. Основний приз фестивалю — статуетка «Золотий ведмідь» — дістався Желімиру Жилніку за фільм «Ранні роботи».

## Дати прем'єри
Дати приведені відповідно до даних IMDb.
- Італія — 29 травня 1969
- Німеччина — червень 1969 (Берлінський міжнародний кінофестиваль)
- Німеччина — 16 лютого 1970
- Франція — 3 червня 1970
- Португалія — 21 грудня 1981

## Аналіз

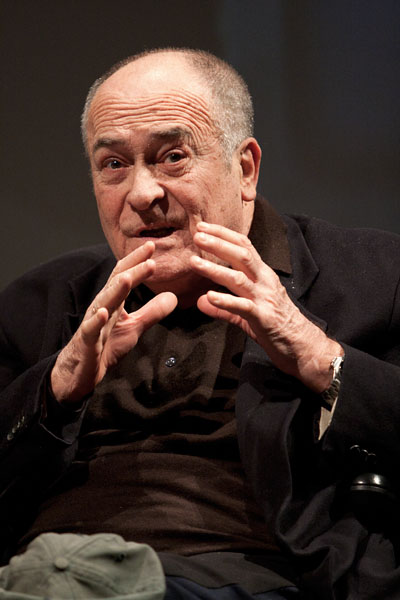
Бернардо Бертолуччі у зрілому віці.

«Любов і лють», поза сумнівом, відображає спосіб життя, події і ідеології шестидесятих років у Європі. Це експериментальне кіно, за яке взялися кінорежисери, які вважаються майстрами артхаусного жанру.
Перший епізод, під назвою «Байдужість», короткий, але нанапруженіший. Ця потужна заява про те, як людська істота не звертає уваги на страждання інших, але іноді, у цьому хаосі байдужості, єдиним, хто простягає руку допомоги, виявляється злочинець, свідомість якого не дозволяє йому піти. В цілому це найбільш доступний сегмент у фільмі..
Епізод Бернардо Бертолуччі «Агонія» побудований на основі притчі про неплідну смоковницю у винограднику, що міститься в Євангелія від Луки (Лк 13:6-9). Там людина три роки чекала появи плодів на своєму дереві, але визнавши це безглуздим, просить виноградаря зрубати дерево. Той пропонує почекати ще рік - за цей час він обкопає і удобрить смоковницю, а якщо плодів і тоді не з'явиться, то можна буде її зрубати. У епізоді показана умираюча людина, яка не зробила нічого поганого, але від боягузтва у житті йому також дуже погано, і вмираюча людина була за життя немов мрець. Цей епізод був знятий на студії «Чінечітта». Тут повністю були задіяні актори легендарного «Живого театру» зі своїм художнім керівником Джуліаном Беком.

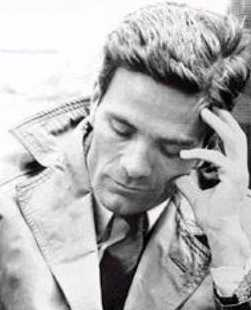
П'єр Паоло Пазоліні під час зйомок у Римі.

Зйомки почалися в дружній, сімейній атмосфері, але Бертолуччі було важко підтримувати дисципліну серед акторів. Загальний настрій значно покращувався у міру наближення до кінцевого результату. Актори «Живого театру» звикли до малобюджетної документальної кінематографії, вироблюваної з тремтячою камерою. Тепер вони були раді бачити свої образи в кольорі і широкоекранному форматі. З одного боку, критики говорили про талант, певну поетичну силу і переконливу візуальну суворість фільму, а з іншою - про експеримент, важливість якого не допомогла здолати вираз зацікавленості на обличчях театральних акторів.
Свій епізод П'єр Паоло Пазоліні відносить до проклятої Христом смоковниці (Мф 21:18-22). Там змальовується, як Ісус повертається до міста після очищення храму. Він був голодний, але підійшовши до фігового дерева, не знайшов там плодів і прокляв дерево, щоб воно ніколи не приносило ніяких плодів. Пазоліні інтерпретує цю історію по-новому, кажучи: «В історії бувають такі моменти, коли не можна залишатися невинним, коли потрібно не спати, а якщо ви не спите, то тим самим ви робите себе винним».
Автор епізоду «Любов» Жан-Люк Годар є одним з основоположників французької нової хвилі. Цей напрям в кінематографі відрізнявся тим, що в ньому не було передбачуваності розповіді, не було сталого і вже такого, що вичерпав себе стилю зйомки, комерційні фільми були позаду. І у своєму епізоді Годар активно демонструє цей стиль нової хвилі. Він береться за такі теми, як причини війни, революція, політика, різні органи управління, але маніпулює ними за допомогою візуальних трюків, приховуючи ті, що лежать в їх основі зло і лють.
Епізод «Посперечаємося, посперечаємося» - щонайдовший, але в той же час найпростіший за своїм смислом. Показуючи безглузде інсценування заколоту студентів, епізод явно відзеркалює травневі події у Франції 1968 року, коли соціальна криза викликала демонстрації, масові безлади і загальний страйк, а у результаті - зміну уряду.

## Критика
Критиками фільм був сприйнятий неоднозначно. Зокрема, на авторитетних сайтах фільму дають відносно низькі оцінки: його рейтинг на сайті «Rotten Tomatoes» складає 57 %, а на IMDb оцінка 6,0. «Енциклопедія міжнародних фільмів» відмічає, що це важкий, епізодичний фільм, який, проте, є тематичним і формально вражаючим.
Відомий американський кінокритик Майкл Аткінсон вважає фільм вдалою роботою, написавши наступне: «Для отримання підтримки і популярності на Новій хвилі 1960-х одній з найпривабливіших ідей у вільному форматі був фільм-антологія|збірка - рідко коли успішний, але завжди принадний квазі-жанр, який зазвичай встановлював загальну тему, але був завжди зацікавленіший в залученні найбільш успішних режисерів покоління, щоб зробити їх коронний удар з його наслідками. Часто можна було сподіватися на тільки одне диво з п'яти, але фільм „Любов і лють“ 1969 року, в якому розглядався конфлікт між емоційним суспільством і кровопролиттям, повен таких удач».
Кінокритик Девід Остін порівнює картину з іншими знаменитими кінофільмами того часу, кажучи: «„ Любов і лють“ є прикладом жанру, який рідко можна побачити у наш час - артхаусний фільм-антологія. У минулі часи артхаусну антологію можна було зустріти всюди, в цьому сенсі вона була схожа на кошлатих буйволів, але до теперішнього часу вона майже абсолютно зникла. Ідея полягала в тому, щоб зібрати цікавих режисерів, які зняли б короткі фільми, деякою мірою пов'язані якоюсь темою, що їх об'єднує. У це було залучено багато знаменитих артхаусних режисерів, таких як Жан-Люк Годар, Федеріко Фелліні, Вітторіо Де Сіка, Лукіно Вісконті, Роберт Олтмен, Вуді Аллен, Мартін Скорсезе і Луї Маль, які робили свій внесок у фільми такого типу як „Боккаччо-70“, „Три кроки у маренні“, „Кохання у місті“, „Арія“ і „Нью-йоркські історії“».
Інший кінокритик на ім'я Пітер Нельхаус пише: «Якщо відволіктися від історичного контексту, то я б поставив питання про цінність фільму „Любов і лють“. Фільм-антологія, який спробував схопити дух того, що відбувалося в Європі у травні 1968 року - я підозрюю, що він міг здатися дещо застарілим до моменту свого виходу на екрани наприкінці травня 1969 року. Злободенність і політична позиція, виражені у фільмі, перетворюють його на кінематографічну капсулу часу того короткого історичного моменту, коли існувала щира віра в те, що мистецтво і політика можуть не лише злитися один з одним, але й змінити світ».
Оглядач Кент Тернер відзивається про фільм так: «Не виникає сумнівів, що ця італійська антологія з п'яти слабо пов'язаних одна з однією частин відноситься до 1968 року. Згідно з інтерв'ю режисера Карло Ліццані, записаним на DVD, кожен епізод мав бути варіацією на тему Євангелія, хоча в результаті це явно видно тільки в образі доброго самарянина з „Байдужості“, режисером якої був Ліццані. Це - міський кошмар серед білого дня, в якому неприкрашені сцени, зняті в Нью-Йорку, змагаються з „Опівнічним ковбоєм“. У короткому епізоді „З паперовою квіткою“, знятому Пазоліні, безтурботний юнак несе велетенську квітку уздовж римської Віа Націонале (це 1968-й рік), тоді як виникають і зникають архівні кадри з Гітлером, бомбами, що падають, папою Пієм XII і Ліндоном Джонсоном - минуле ще не так далеко».